# Подьячий
Подья́чий, поддья́чий (др.-греч. ὑποδιάκονος, hypodiákonos — подьячий; «под» +«дьяк») — низший административный чин в Русском государстве в XVI — начале XVIII века.

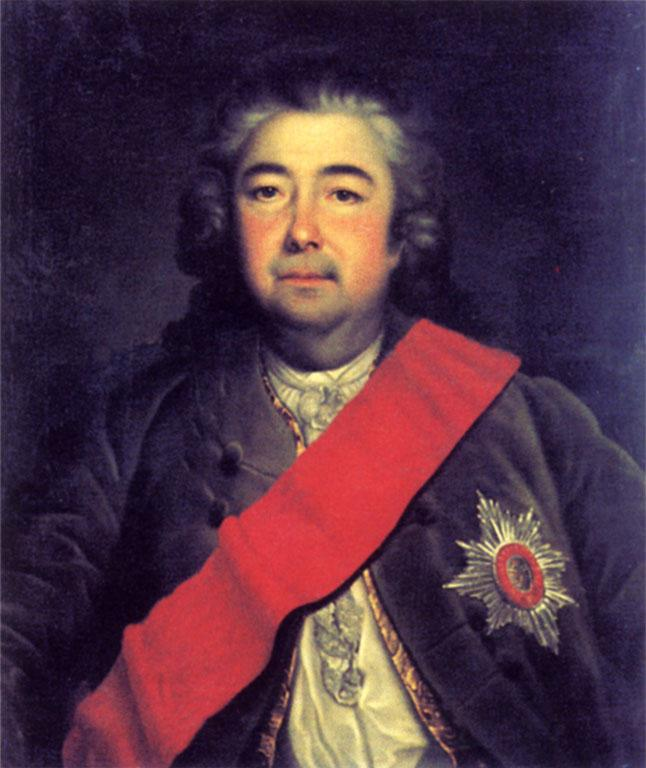
Иван Черкасов начинал карьеру подьячим

Под руководством дьяков подьячие выполняли основную делопроизводственную работу в центральных и местных государственных учреждениях. Составляли особую группу служилого неподатного населения. Делились на старших, средней статьи и младших. Получали денежное, хлебное, а иногда и поместное жалованье. В 20-е годы XVIII века в государственных учреждениях их заменили канцеляристы, подканцеляристы и копиисты, которых однако в обиходной речи продолжали называть «подьячими» вплоть до XIX века.